# Palača Thandžavur Marata
Kompleks palače Thandžavur Najak, lokalno znan kot Aranmanai, je danes uradna rezidenca družine Bhonsle, ki je vladala Tandžoreju od leta 1674 do 1855.

## Zgodovina
Palačo Thandžavur Marata so prvotno zgradili vladarji kraljestva Thandžavur Najak. Po padcu tega kraljestva je služila kot uradna rezidenca Thandžavur Maratam. Ko je leta 1799 Britanski imperij priključil večji del kraljestva Thandžavur Marata, so ti še naprej imeli oblast nad palačo in okoliško utrdbo. Družina Bhonsle se je še naprej držala palače tudi po zadnjem kralju Šivadžiju iz Thandžavurja.

## Opis
Kompleks palače sestavljajo palača Sadar Mahal, kraljičino dvorišče in dvorana Durbar. Muzej kraljeve palače vsebuje čudovito zbirko bronastih izdelkov Čola. Spominska dvorana Radža Serfodži in muzej kraljeve palače sta v palači Sadar Mahal. Tu je tudi majhen zvonik. Knjižnica Sarasvathi Mahal je skupaj s kompleksom palač Thandžavur. Tempelj Čandramoulešvarar je prav tako znotraj kompleksa.

## Galerija
- Notranjost palače
- Ubežni predor
- Spominska dvorana Radža Serfodži in Muzej kraljeve palače
- Muzej kraljeve palače